# Bălgarska Nacionalna Televizija
La Bălgarska Nacionalna Televizija (in bulgaro Българска национална телевизия?; БНТ, BNT) è l'azienda di telediffusione nazionale bulgara.
BNT è membro dell'UER dal 1993 ed è stata membro dell'OIRT tra il 1959 e il 1993.

Logo utilizzato tra il 1959 e il 2008

## Storia
Nel 1951 iniziarono i primi test televisivi ad opera dell'Università tecnica di Sofia.
La prima trasmissione dell'emittente fu la parata per celebrare l'anniversario della rivoluzione d'ottobre il 7 novembre 1959, nell'allora Repubblica Popolare di Bulgaria, mentre le trasmissioni regolari iniziarono il 26 dicembre successivo. Come la controparte radiofonica è entrata a far parte dell'organizzazione internazionale della radiodiffusione e della televisione (OIRT).
Negli anni '70 la BNT ha creato un archivio fotografico e cinematografico con materiale degli anni '50. Nel 1992 l'archivio era composto da 2 000 foto e 33 000 diversi file (materiale digitalizzato nel 1991).
L'emittente è entrata a far parte dell'unione europea di radiodiffusione (UER) con la dissoluzione dell'OIRT nel 1993, e dal 2005 gestisce la partecipazione della Bulgaria all'Eurovision Song Contest.
Nel 2019, a causa delle difficoltà finanziarie dell'azienda, che ha accumulato debiti per 50 milioni di lev, la nazione si è ritirata dalla manifestazione musicale.

## Organizzazione

### Fondi
I fondi aziendali provengono in parte (60%) dal governo, mentre il rimanente proviene dagli inserzionisti degli spot pubblicitari.

### Uffici regionali
L'emittente trasmette da 4 uffici regionali oltre alla sede principale:
- Blagoevgrad
- Varna
- Plovdiv
- Ruse

## Canali televisivi
L'azienda gestisce 4 canali televisivi:
- BNT 1
- BNT 2
- BNT 3
- BNT 4